# نيكولا سافيجيتش
نيكولا سافيجيتش (مواليد 13 مارس 1974) هو سبّاح من صربيا والجبل الأسود، مثّل بلاده في الألعاب الأولمبية الصيفية 2000.

## روابط خارجية
نيكولا سافيجيتش على موقع الاتحاد الدولي للسباحة (الإنجليزية)
- نيكولا سافيجيتش على موقع أوليمبيديا (الإنجليزية)